# Rhianodes atratus
Rhianodes atratus là một loài nhện trong họ Barychelidae. Loài này phân bố ờ Malaysia, Singapore và Philippines.